# Štajerska
Štajerska (tyska: Steiermark, latin: Styria), även kallat Slovenska Štajerska ("Slovenska Steiermark") eller Spodnja Štajerska ("Nedre Steiermark", tyska: Untersteiermark), är ett landskap i östra Slovenien. Landskapets största ort är Maribor.
Štajerska utgör det tidigare hertigdömet Steiermarks södra del. Hertigdömet var en administrativ enhet inom Österrike-Ungern men efter första världskrigets slut och Dubbelmonarkins upplösning kom det forna hertigdömet att delas mellan de nybildade staterna Österrike och Serbernas, kroaternas och slovenernas kungarike (sedermera Jugoslavien).  

## Geografi
Štajerska är beläget i de östra delarna av Slovenien. Det avgränsas av Alperna i norr och väst och av föralpina områden av berg av sedimentära bergarter och gamla vulkankäglor i söder. Genom det kuperade landskapet i öster som präglas av böljande kullar löper Slovenske gorice. Slovenske gorice och Haloze upptas till största del av vinodlingar. På flodslätterna odlas majs, spannmål, solrosor, raps och pumpor för oljeproduktion, samt grönsaker.
Befolkningen i Štajerska i dess historiska gränser uppgår till cirka 705 000 invånare, eller 34,5 procent av befolkningen i Slovenien. Den största staden är Maribor. Andra större städer är Celje, Ptuj, Velenje, Sevnica, Brežice och Slovenj Gradec.

## Historia

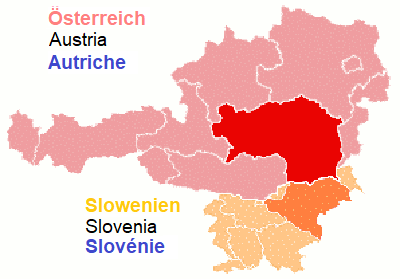
Det brandgula och röda området visar det tidigare hertigdömet Steiermark. På kartan syns även de moderna gränserna av dagens Österrike och Slovenien.

Hertigdömet Steiermark existerade som en politisk enhet från 1180 till 1918 då det delades upp. Den norra delen av det forna hertigdömet utgör idag Steiermark i Österrike, medan den sydligaste tredjedelen, även kallad Untersteiermark på tyska, hade huvudsakligen slovensktalande invånare.
Steiermark kom definitivt under Österrike 1456 och kom att betecknas som ett kronland. Dess befolkning utgjordes 1910 till 68 procent av tyskar och 32 procent slovener. 
Efter första världskriget delades Steiermark och den nedre tredjedelen av landet infogades i Serbernas, kroaternas och slovenernas kungarike (sedermera Jugoslavien) 1918. Den kvarvarande österrikiska delen bildade delstaten Steiermark och huvuddelen av delstatens befolkning var efter 1918, och är än idag, tyskspråkig. Den slovenskspråkiga befolkningen i det österrikiska Steiermark utgjorde med 2006 års siffror en minoritet om cirka 4 000 människor.
Den, efter 1918, jugoslaviska delen beboddes i huvudsak av slovener. Undantaget var den största staden, Maribor, som då hade en stor tysk majoritet. År 1941 ockuperades Jugoslavien av Adolf Hitlers trupper varpå Untersteiermark införlivades i Nazityskland, men återbördades 1945 till Jugoslavien då partisanerna med Tito i spetsen körde ut tyskarna.
Štajerska har inte i dag någon officiell status som en administrativ enhet i Slovenien, men namnet används ofta i informella sammanhang. År 2005 blev Slovenien indelat i tolv statistiska regioner, där större delen av Štajerska fördes till regionerna Podravje (Podravska regija) och Savinjsko (Savinjska regija).

## Näringsliv
I Štajerska förekommer vinodling. Till de främsta vinodlingarna hör Jeruzalem som ligger intill orten Ormož. De har en speciell vindruva som inte växer någon annanstans. Vinerna har fått flera utmärkelser.